# متیو کرافورد
متیو کرافورد (به انگلیسی: Matthew Crawford) نویسنده و پژوهشگر آمریکایی در مؤسسه مطالعات پیشرفته فرهنگ در دانشگاه ویرجینیا است. کرافورد در مقطع کارشناسی در رشته فیزیک تحصیل کرد، سپس به فلسفه سیاسی روی آورد. او دکترای خود را از دانشگاه شیکاگو گرفت. کرافورد ویراستار روزنامه نیو آتلانتیک می‌باشد و ادعا می‌کند که یک مکانیک موتورسیکلت است.

## مؤسسه مارشال
در سپتامبر ۲۰۰۱، کرافورد عهده‌دار مدیریت اجرایی مؤسسه جرج کاتلد مارشال شد، اما پنج ماه بعد از این مؤسسه کناره‌گیری کرد. وی دلیل خود را به این شرح ابراز نمود: «بورسیه‌های تحصیلی صرفاً برای پوشش علمی سمت‌های ایجاد شده مورد استفاده قرار می‌گیرد. و در واقع این مواضع در خدمت منافع مختلف، ایدئولوژیک یا مادی می‌باشند. برای مثال، بخشی از کار من که شامل تحقیق و بحث در مورد تغییر اقلیم است، اتفاقاً بودجه این اندیشکده توسط شرکت‌های نفتی و همراه با مواضع اتخاذ شده توسط آنها تأمین می‌شد.»
او در سال ۲۰۱۴ در فیلم مستند «بازرگانان شک» در یک موضوع مصاحبه ظاهر شد.

## کتاب
- انتشارات پنگوئن، ۲۰۰۹، شابک ‎۹۷۸−۱−۵۹۴۲۰−۲۲۳−۰ چاپ شده در لندن به عنوان «موردی برای کار با دستان شما. وایکینگ، ۲۰۰۹.»[۴][۵][۶][۷]
- دنیای فراتر از سر شما: در مورد تبدیل شدن به یک فرد در عصر حواس‌پرتی. شابک ‎۹۷۸−۰−۳۷۴−۲۹۲۹۸−۰ فارار، اشتراوس و ژیرو، ۲۰۱۵.[۸][۹]
- چرا رانندگی می‌کنیم: به سوی فلسفه جاده باز،[۱۰][۱۱][۱۲] ویلیام مورو،شابک ‎۹۷۸−۰۰۶۲۷۴۱۹۶۷ ۲۰۲۰